# 겨울새의 꿈
《겨울새의 꿈》는 2003년 12월 12일에 MBC에서 방영한 베스트극장이다.

## 등장 인물

### 주요 인물
- 진희경 : 미자 역 - 찻집 여울목의 주인
- 이기영 : 원진 역 - 건달
- 유승호 : 준호 역 - 화자의 아들

### 그 외 인물
- 김각중
- 최용민
- 조현숙 : 준호의 선생님 역
- 이미화
- 장태성
- 변신호
- 신범식
- 반혜라
- 김희라
- 단강호
- 전성애
- 정동현